# ドミートリー・キリチェンコ
ドミートリー・セルゲーエヴィチ・キリチェンコ（ロシア語: Дми́трий Серге́евич Кириче́нко, ラテン文字表記: Dmitri Sergeyevich Kirichenko, 1977年1月17日- ）は、ロシア・ノヴォアレクサンドロフスク出身の元同国代表サッカー選手、現サッカー指導者。現役時代のポジションはFW。

## 経歴

### 初期の経歴
1977年、スタヴロポリ地方のノヴォアレクサンドロフスクで生まれた。1994年、スタヴポリ地方のミネラーリヌィエ・ヴォードィに本拠地を構えるFCロコモティフ・ミネラーリヌィエ・ヴォードィでキャリアをスタートさせたが、24試合に出場し無得点であった。1995年には生まれ育った町のクラブ、FCイスクラ・ノヴォアレクサンドロフスクに在籍をした。1996年、FCトルペド・タガンログ（3部）へ移籍。初年度は成績が振るわなかったものの、2年目は37試合出場で32得点と爆発。1998年、その活躍が認められて、トップディビジョンに所属をするロスツェルマシュへ移籍をした。

### ロスツェルマシュ
2000年シーズンはドミトリ・ロスコフに次ぐリーグ2位の14得点を挙げ各クラブの注目を集めた。2001年シーズン第14節のクリリヤ・ソヴェトフ・サマーラ戦にて自身初のハットトリック達成。ロスツェルマシュでは安定した成績を残し、2002年、ロシアの強豪クラブ、PFC CSKAモスクワへ引き抜かれた。

### CSKAモスクワ

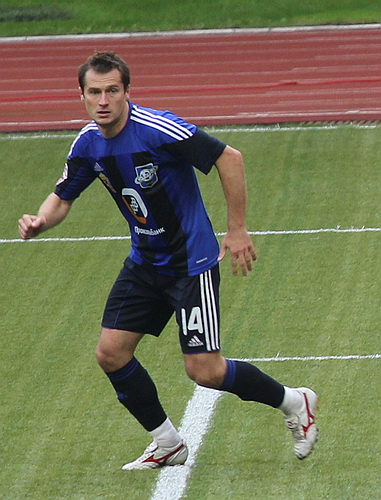
サトゥルン時代のキリチェンコ

同年3月8日に行われた開幕戦では3得点を挙げハットトリックを達成した。CSKAでの鮮烈なデビューを飾り、第19節では古巣のロスツェルマシュ相手にもハットトリックを記録した。この年、CSKAは2位に終わりクラブとしてのタイトルは逃したものの、個人では15得点を挙げチームメートのロラン・グセフと共にロシア・プレミアリーグ得点王を獲得した。移籍後2年目は22試合に出場し5得点と不調に終わり、3年目は26試合9得点とまずまずの結果を残したが、2005年、同じモスクワを本拠地とするFCモスクワへ移籍をした。

### 晩年
FCモスクワではシーズンを通じて14得点を挙げ、2度目となる得点王に輝いた。
2007年、サトゥルン・ラメンスコーエへ移籍をした。同年8月25日、第22節のFCロコモティフ・モスクワ戦で1得点を挙げロシアリーグ（1部）通算100ゴールを達成した。1992年のロシアリーグ移行後ではオレグ・ヴェレテンニコフ、ドミトリ・ロスコフに次ぐ、3番目の早さであった。2008年、UEFAインタートトカップ 2008ではルクセンブルクのFCエツェーラ・エッテルブリュックに4得点、ドイツのVfBシュトゥットガルトに1得点の計5得点を挙げ得点王を獲得した。
2010年、シーズン終了後にサトゥルンが破産。2011年、2年半の契約で古巣のFCロストフに移籍をした。
2014年3月3日、現役生活に終止符を打つことを表明した。

## 指導歴
2014年4月、古巣であるFCロストフのアシスタントコーチに就任。2016年8月6日、グルバン・ベルディエフの辞任を受けロストフの暫定監督を務めることとなった。2017年12月6日、ロストフの監督に就任した。

## 代表
2003年2月12日、キプロス代表との試合でロシア代表デビューを飾った。2004年4月28日のノルウェー戦で代表初ゴールを挙げた。2004年、ロシア代表監督のゲオルギー・ヤルツェフからEURO2004の候補に選出され出場。2004年6月20日第3節のギリシャ戦では試合開始63秒でゴールを決めたが、これは欧州選手権の歴史の中で最速となる記録であった。ロシア代表では通算14試合に出場し4得点を挙げた。2006年5月27日のスペイン代表との試合がロシア代表での最後の試合であった。

## 個人成績
| クラブ成績 | クラブ成績       | クラブ成績     | リーグ | リーグ | カップ   | カップ   | リーグ杯 | リーグ杯 | 国際大会   | 国際大会   | 通算 | 通算 |
| シーズン   | クラブ           | リーグ         | 出場   | 得点   | 出場     | 得点     | 出場     | 得点     | 出場       | 得点       | 出場 | 得点 |
| ロシア     | ロシア           | ロシア         | リーグ | リーグ | ロシア杯 | ロシア杯 | リーグ杯 | リーグ杯 | ヨーロッパ | ヨーロッパ | 通算 | 通算 |
| ---------- | ---------------- | -------------- | ------ | ------ | -------- | -------- | -------- | -------- | ---------- | ---------- | ---- | ---- |
| 1996       | タガンログ       |                | 37     | 7      |          |          |          |          |            |            |      |      |
| 1997       | タガンログ       |                | 36     | 32     |          |          |          |          |            |            |      |      |
| 1998       | ロスツェルマシュ | プレミアリーグ | 23     | 5      | 2        | 1        |          |          |            |            | 25   | 6    |
| 1999       | ロスツェルマシュ | プレミアリーグ | 28     | 6      | 2        | 0        |          |          | 6          | 0          | 36   | 6    |
| 2000       | ロスツェルマシュ | プレミアリーグ | 29     | 14     | 1        | 0        |          |          | 2          | 1          | 32   | 15   |
| 2001       | ロスツェルマシュ | プレミアリーグ | 28     | 13     |          |          |          |          |            |            | 28   | 13   |
| 2002       | CSKAモスクワ     | プレミアリーグ | 26     | 15     | 2        | 0        |          |          | 1          | 0          | 29   | 15   |
| 2003       | CSKAモスクワ     | プレミアリーグ | 22     | 5      | 4        | 1        |          |          | 2          | 1          | 28   | 7    |
| 2004       | CSKAモスクワ     | プレミアリーグ | 26     | 9      | 5        | 2        |          |          | 3          | 0          | 34   | 11   |
| 2005       | FCモスクワ       | プレミアリーグ | 26     | 14     |          |          |          |          |            |            | 26   | 14   |
| 2006       | FCモスクワ       | プレミアリーグ | 29     | 12     | 4        | 4        |          |          | 4          | 0          | 37   | 16   |
| 2007       | サトゥルン       | プレミアリーグ | 27     | 9      | 2        | 1        |          |          |            |            | 29   | 10   |
| 2008       | サトゥルン       | プレミアリーグ | 17     | 1      | 1        | 0        |          |          | 3          | 5          | 21   | 6    |
| 2009       | サトゥルン       | プレミアリーグ | 27     | 8      |          |          |          |          |            |            | 27   | 8    |
| 2010       | サトゥルン       | プレミアリーグ | 28     | 8      |          |          |          |          |            |            | 28   | 8    |
| 2011-12    | ロストフ         | プレミアリーグ | 13     | 2      | 3        | 0        |          |          |            |            | 16   | 2    |
| 通算       | ロシア           | ロシア         | 349    | 121    | 26       | 9        |          |          | 21         | 7          | 395  | 137  |
| 総通算     | 総通算           | 総通算         | 349    | 121    | 26       | 9        |          |          | 21         | 7          | 395  | 137  |

### 代表での得点
| # | 開催年月日 | 開催地   | 対戦国         | 結果 | 試合概要                                |
| - | ---------- | -------- | -------------- | ---- | --------------------------------------- |
| 1 | 2004-04-28 | オスロ   | ノルウェー     | ●3-2 | 親善試合                                |
| 2 | 2004-06-20 | ファロ   | ギリシャ       | ○1-2 | UEFA EURO 2004                          |
| 3 | 2005-10-08 | モスクワ | ルクセンブルク | ○5-1 | 2006 FIFAワールドカップ・ヨーロッパ予選 |
| 4 | 2005-10-08 | モスクワ | ルクセンブルク | ○5-1 | 2006 FIFAワールドカップ・ヨーロッパ予選 |

## タイトル

### クラブ
PFC CSKAモスクワ
- ロシアサッカー・プレミアリーグ：1 (2003)

### 個人
- ロシア・プレミアリーグ得点王：2 (2002, 2005)
- UEFAインタートトカップ 2008得点王:1 (2008)